# Leichtathletik-Europameisterschaften 2012/1500 m der Männer

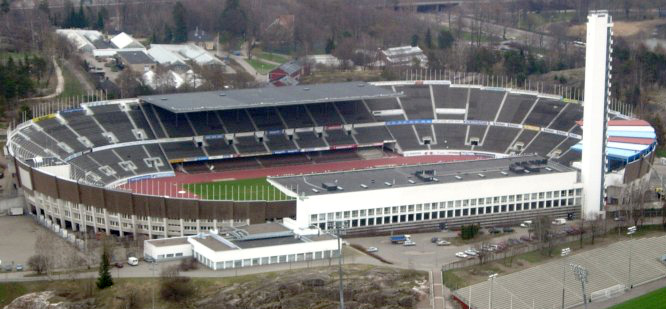
Das Olympiastadion Olympiastadion Helsinki im Jahr 2005

Der 1500-Meter-Lauf der Männer bei den Leichtathletik-Europameisterschaften 2012 wurde am 30. und 1. Juli 2012 im Olympiastadion der finnischen Hauptstadt Helsinki ausgetragen.
Europameister wurde der Norweger Henrik Ingebrigtsen. Silber ging an den Franzosen Florian Carvalho. Der Spanier David Bustos kam auf den dritten Platz.

## Bestehende Rekorde
| Weltrekord           | 3:26,00 min | Hicham El Guerrouj | Rom, Italien          | 14. Juli 1998   |
| Europarekord         | 3:28,95 min | Fermín Cacho       | Zürich, Schweiz       | 13. August 1997 |
| Meisterschaftsrekord | 3:35,27 min | Fermín Cacho       | EM Helsinki, Finnland | 9. August 1994  |

Die drei Rennen bei diesen Europameisterschaften waren allesamt auf eine reine Spurtentscheidung ausgerichtet. So wurde der bestehende EM-Rekord nicht erreicht. Die schnellste Zeit erzielte der im Finale zehntplatzierte Österreicher Andreas Vojta mit 3:41,24 min, womit er 5,97 s über dem Rekord blieb. Zum Europarekord fehlten ihm 12,29 s, zum Weltrekord 15,24 s.

## Legende
| DNF | Wettkampf nicht beendet (did not finish) |

## Vorrunde
30. Juni 2012
Die Vorrunde wurde in zwei Läufen durchgeführt. Die ersten vier Athleten pro Lauf – hellblau unterlegt – sowie die darüber hinaus vier zeitschnellsten Läufer – hellgrün unterlegt – qualifizierten sich für das Finale. Da der erste Vorlauf um einige Sekunden schneller war als der zweite, rekrutierten sich die Sportler, die das Finale über die Zeit erreichten, alle aus diesem ersten Rennen.

### Vorlauf 1
Die ersten acht Läufer lagen im Ziel hier nicht einmal acht Zehntelsekunden auseinander.
| Platz | Name                | Nation      | Zeit (min) |
| ----- | ------------------- | ----------- | ---------- |
| 1     | Andreas Vojta       | Österreich  | 3:41,24    |
| 2     | İlham Tanui Özbilen | Türkei      | 3:41,38    |
| 3     | Dmitrijs Jurkevičs  | Lettland    | 3:41,45    |
| 4     | Florian Carvalho    | Frankreich  | 3:41,50    |
| 5     | Hélio Gomes         | Portugal    | 3:41,56    |
| 6     | Abdellah Haidane    | Italien     | 3:41,61    |
| 7     | Bartosz Nowicki     | Polen       | 3:41,82    |
| 8     | Goran Nava          | Serbien     | 3:41,96    |
| 9     | Andreas Bueno       | Dänemark    | 3:42,81    |
| 10    | Mateusz Demczyszak  | Polen       | 3:43,97    |
| 11    | Carsten Schlangen   | Deutschland | 3:46,52    |
| 12    | Siarhei Hrylau      | Belarus     | 3:44,93    |
| 13    | Thomas Solberg Eide | Norwegen    | 3:54,46    |
| DNF   | Manuel Olmedo       | Spanien     |            |

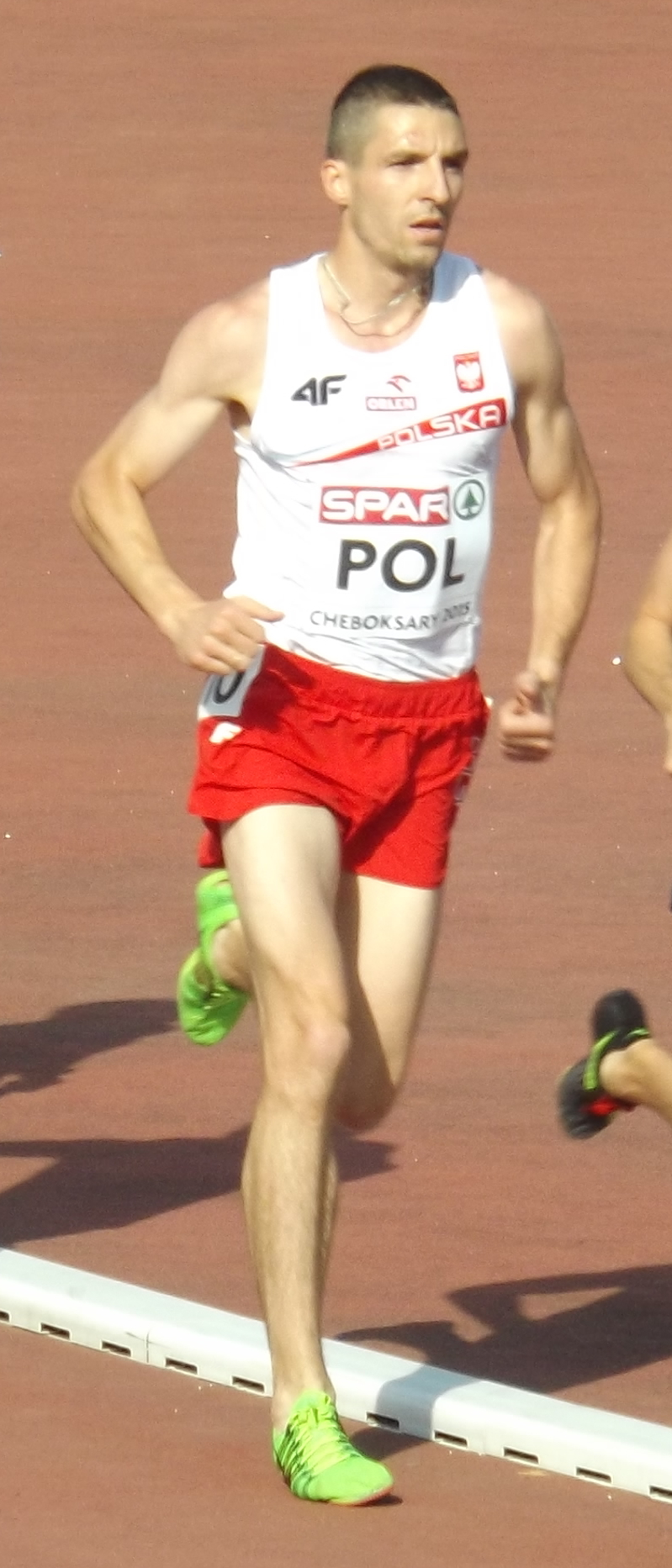
Der in seinem Vorlauf zehntplatzierte Mateusz Demczyszak erreichte nicht das Finale
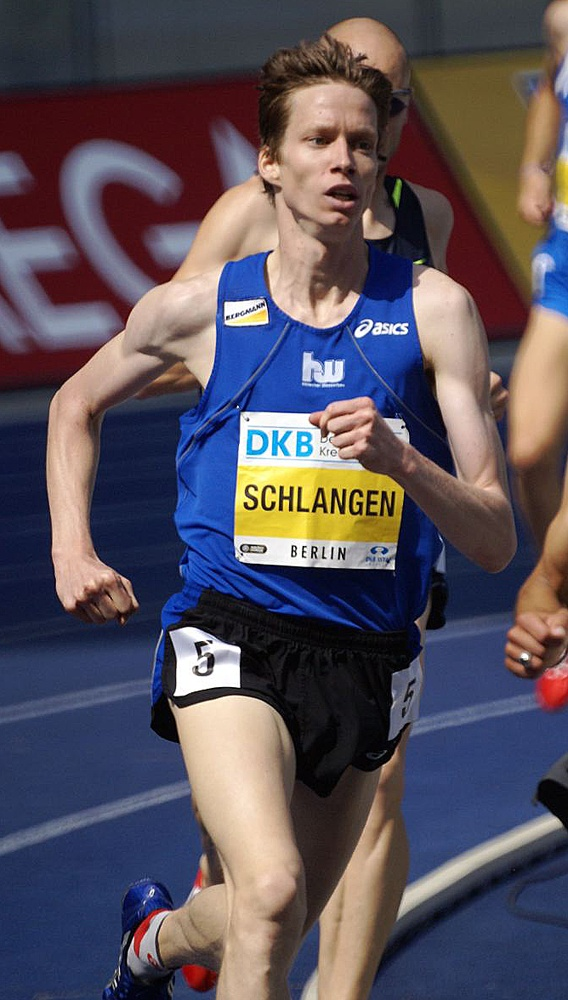
Carsten Schlangen, Vizeeuropameister von 2010, scheiterte als Zehnter seines Rennens diesmal in der Vorrunde
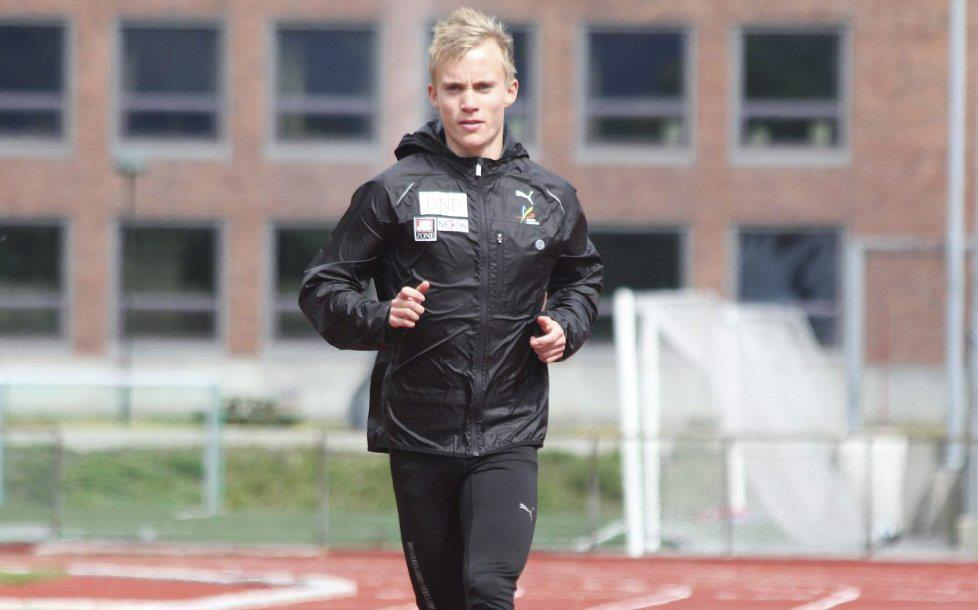
Der Norweger Thomas Solberg Eide landete abgeschlagen auf Rang dreizehn seines Vorlaufs
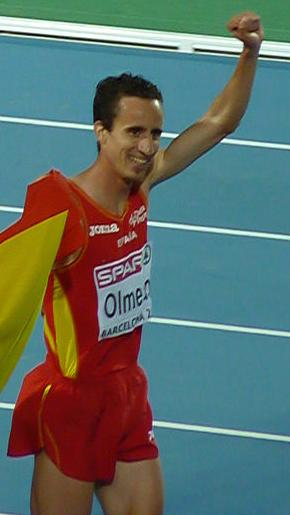
Manuel Olmedo kam im ersten Vorlauf nicht ins Ziel

### Vorlauf 2

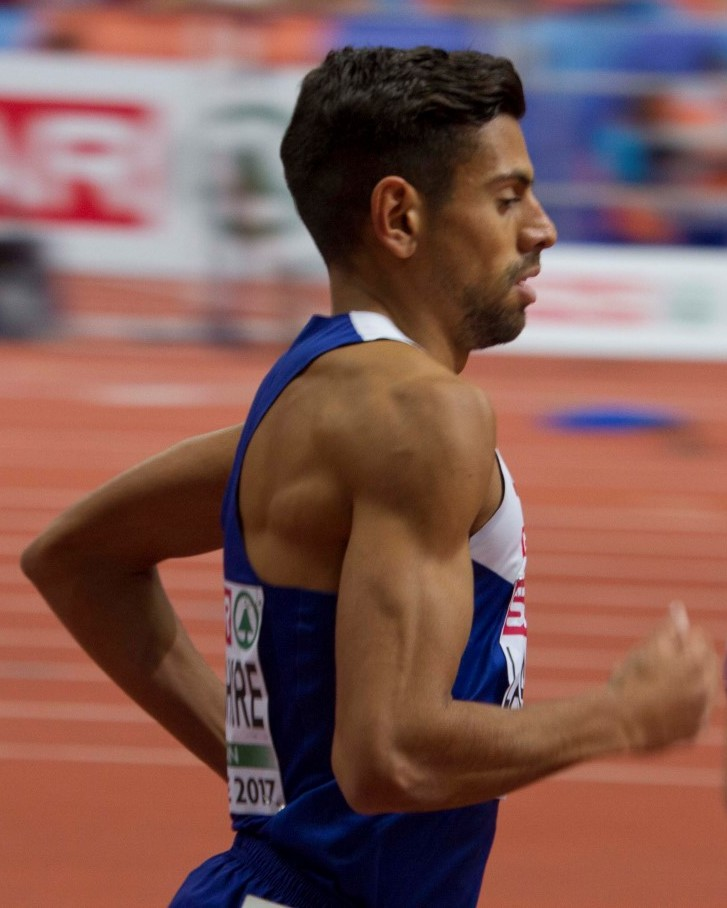
Sein zehnter Platz im zweiten Vorlauf reichte Tom Lancashire nicht zur Finalteilnahme
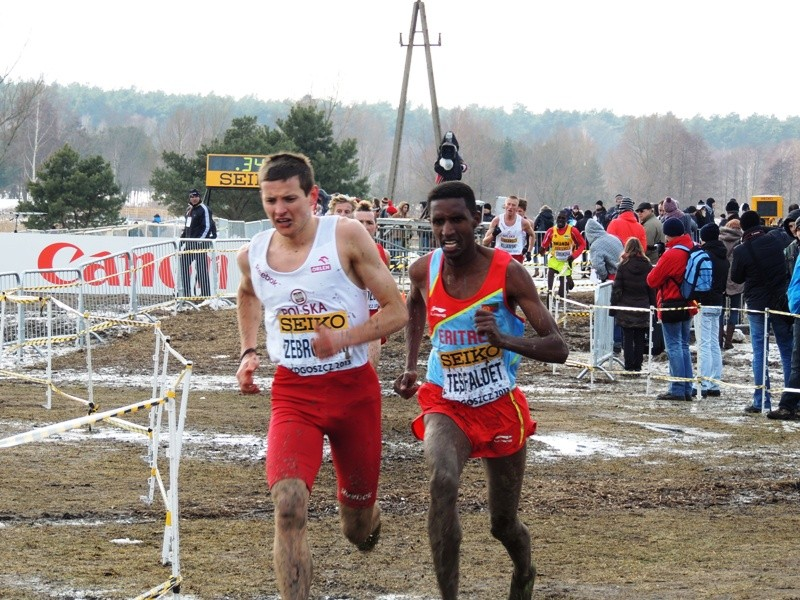
Krzysztof Żebrowski (hier in führender Position bei einem Crosslauf) schied als Elfter seines Vorlaufs aus
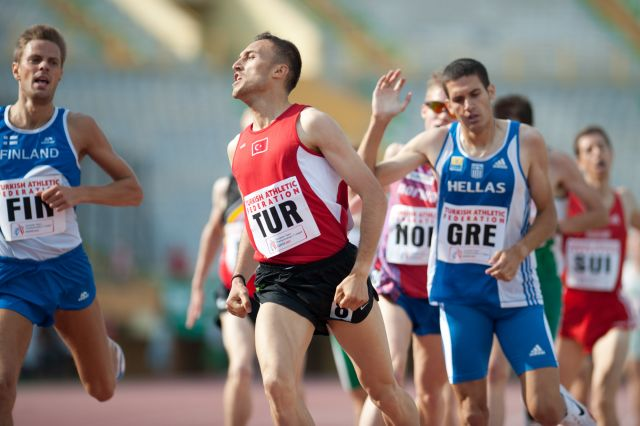
Kemal Koyuncu (rotes Trikot, Mitte) erreichte als Zwölfter des zweiten Vorlaufs nicht das Finale

| Platz | Name                | Nation         | Zeit (min) |
| ----- | ------------------- | -------------- | ---------- |
| 1     | Niclas Sandells     | Finnland       | 3:45,74    |
| 2     | Florian Orth        | Deutschland    | 3:45,87    |
| 3     | David Bustos        | Spanien        | 3:46,12    |
| 4     | Henrik Ingebrigtsen | Norwegen       | 3:46,14    |
| 5     | Álvaro Rodríguez    | Spanien        | 3:46,33    |
| 6     | Raul Botezan        | Rumänien       | 3:46,39    |
| 7     | Gregory Beugnet     | Frankreich     | 3:46,53    |
| 8     | Brenton Rowe        | Österreich     | 3:47,18    |
| 9     | Paul Robinson       | Irland         | 3:47,26    |
| 10    | Tom Lancashire      | Großbritannien | 3:47,80    |
| 11    | Krzysztof Żebrowski | Polen          | 3:48,00    |
| 12    | Kemal Koyuncu       | Türkei         | 3:48,01    |
| 13    | Stefan Breit        | Schweiz        | 3:50,79    |
| 14    | David Karonei       | Luxemburg      | 3:50,93    |

## Finale

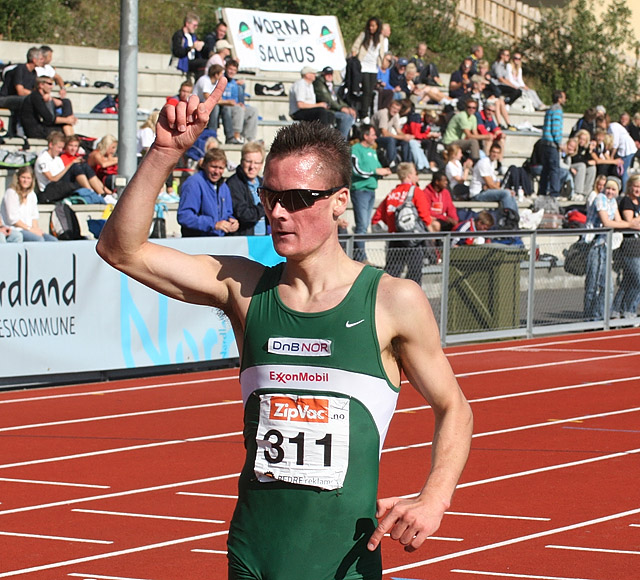
Europameister Henrik Ingebrigtsen – er war als erster der Ingebrigtsen-Brüder international erfolgreich

1. Juli 2012, 18:50 Uhr
| Platz | Name                | Nation      | Zeit (min) |
| ----- | ------------------- | ----------- | ---------- |
| 1     | Henrik Ingebrigtsen | Norwegen    | 3:46,20    |
| 2     | Florian Carvalho    | Frankreich  | 3:46,33    |
| 3     | David Bustos        | Spanien     | 3:46,45    |
| 4     | Hélio Gomes         | Portugal    | 3:46,50    |
| 5     | Bartosz Nowicki     | Polen       | 3:46,69    |
| 6     | İlham Tanui Özbilen | Türkei      | 3:46,85    |
| 7     | Dmitrijs Jurkevičs  | Lettland    | 3:47,36    |
| 8     | Goran Nava          | Serbien     | 3:47,74    |
| 9     | Abdellah Haidane    | Italien     | 3:47,79    |
| 10    | Andreas Vojta       | Österreich  | 3:53,23    |
| 11    | Florian Orth        | Deutschland | 3:58,54    |
| 12    | Niclas Sandells     | Finnland    | 4:03,34    |

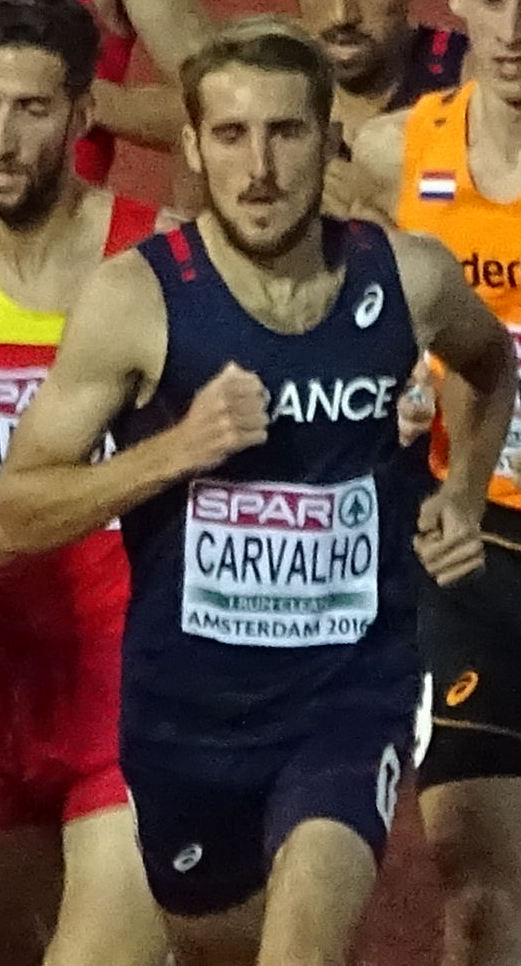
Vizeeuropameister Florian Carvalho
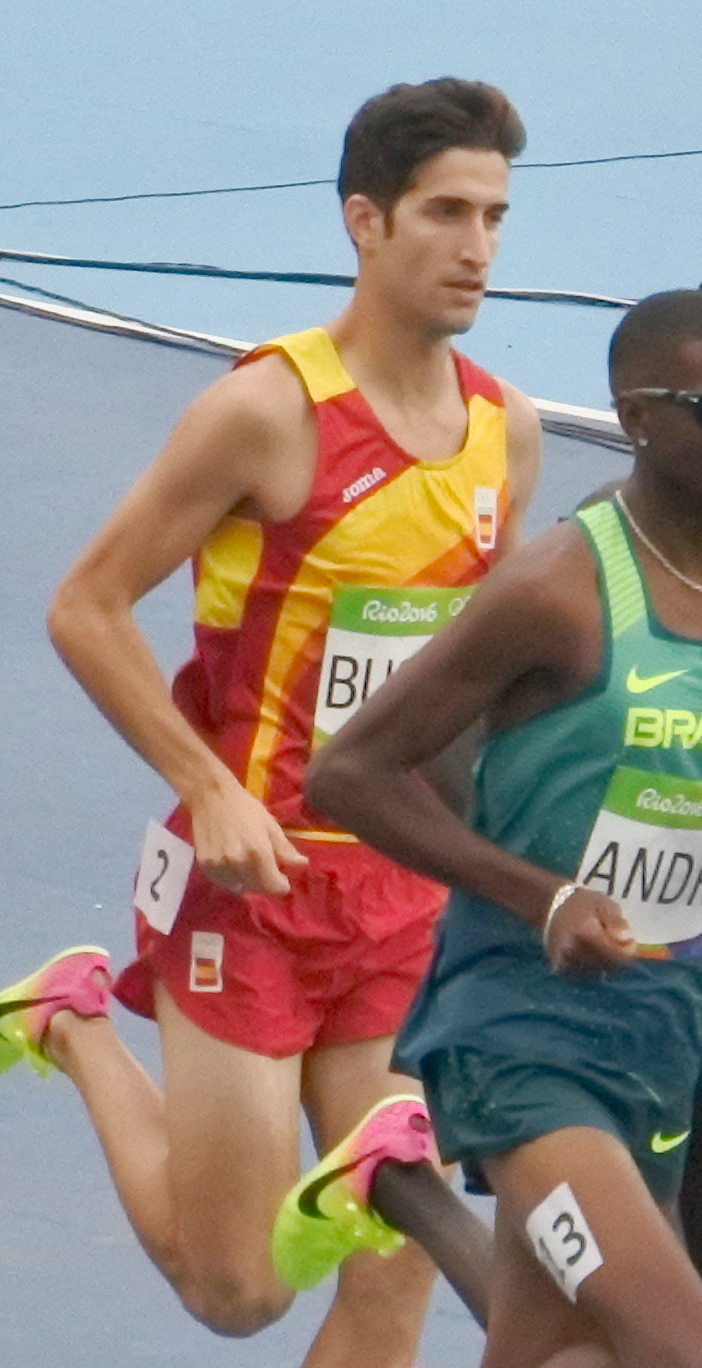
Bronzemedaillengewinner David Bustos
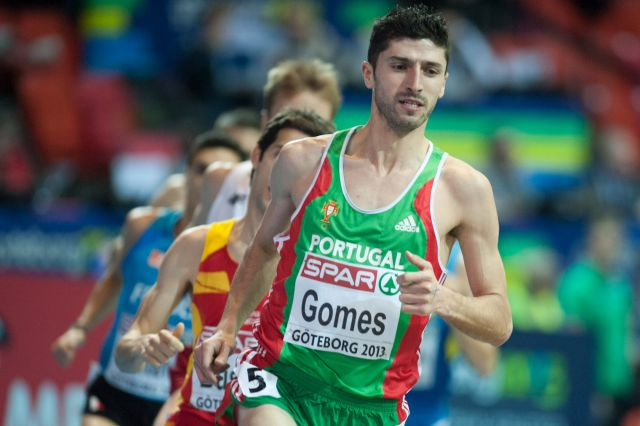
Hélio Gomes belegte Rang vier

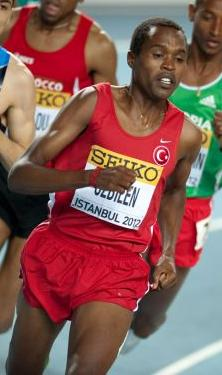
İlham Tanui Özbilen wurde Sechster
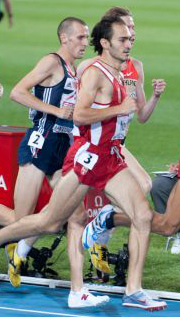
Goran Nava (mit der Nummer drei) erreichte nach seinem zwölften Rang 2010 hier Platz acht
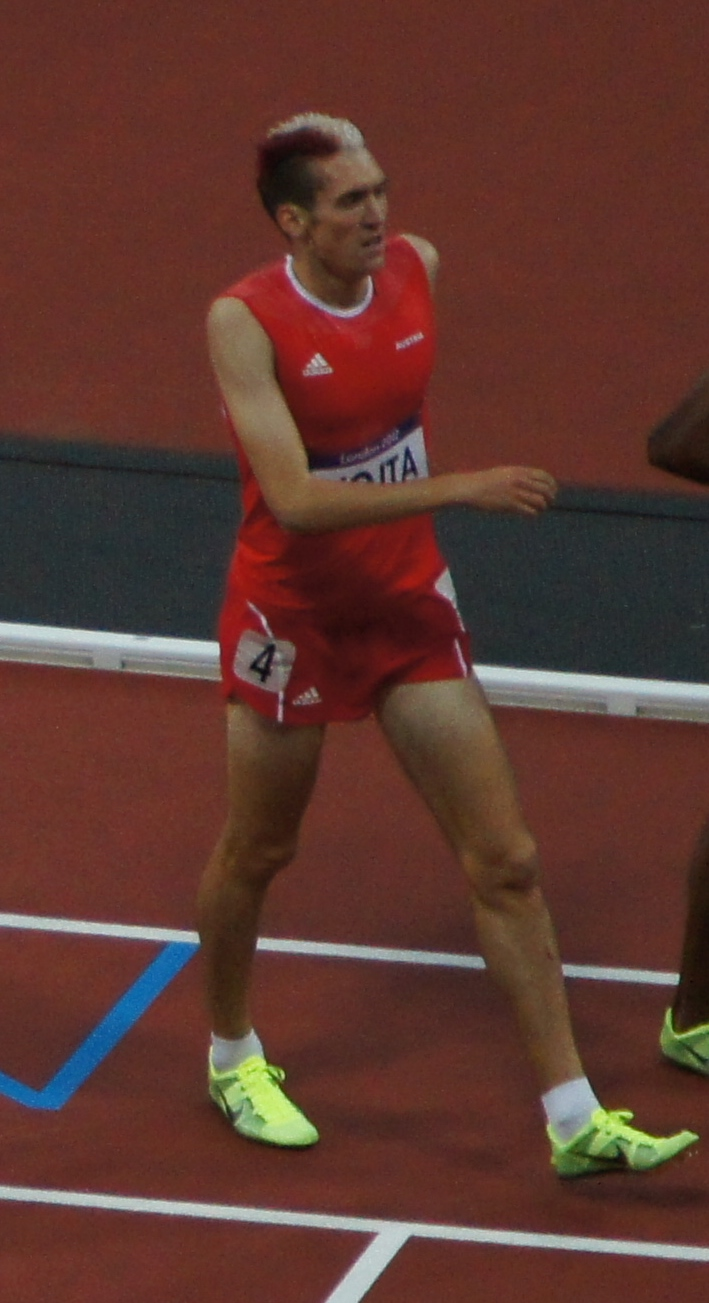
Andreas Vojta kam auf den zehnten Platz
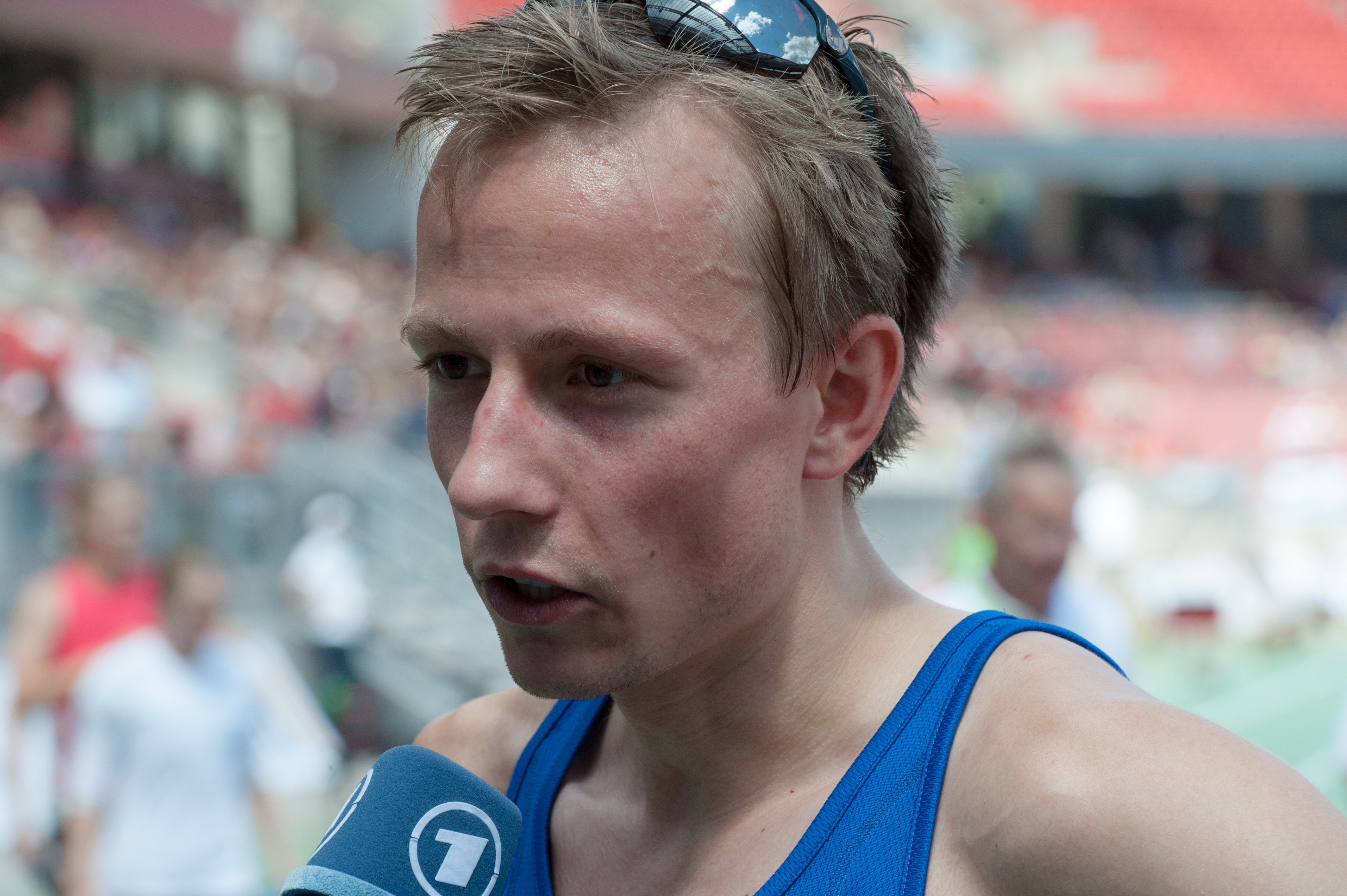
Der elftplatzierte Florian Orth

## Videolink
- Men's 1500m Final | Helsinki 2012 youtube.com, abgerufen am 24. Februar 2023